# 楊心儀
杨心仪（2004年10月23日—），中国童星。

## 电视剧
- 2012年：《后宫甄嬛传》饰 胧月公主
- 2022年：《原来是老师啊》饰 南歌子

## 电影
- 2014年：《夜莺》饰 任幸
- 2014年：《巴啦啦小魔仙之魔法的考验》 饰 何妙妙
- 2016年：《请把你的窗户打开》饰 小雪
- 2017年：《喵星人》饰 周菲菲
- 2018年：《L風暴》 飾 洪婷婷
- 2021年：《长津湖》

## 音乐作品
2016年
- 《打开心窗》（电影《请把你的窗户打开》主题曲）